# جيمس د. كونلي
جيمس د. كونلي (بالإنجليزية: James D. Conley)‏ هو كاهن كاثوليكي أمريكي، ولد في 19 مارس 1955 في كانساس سيتي في الولايات المتحدة.